# Rías Baixas

Idrografia delle Rías Bajas

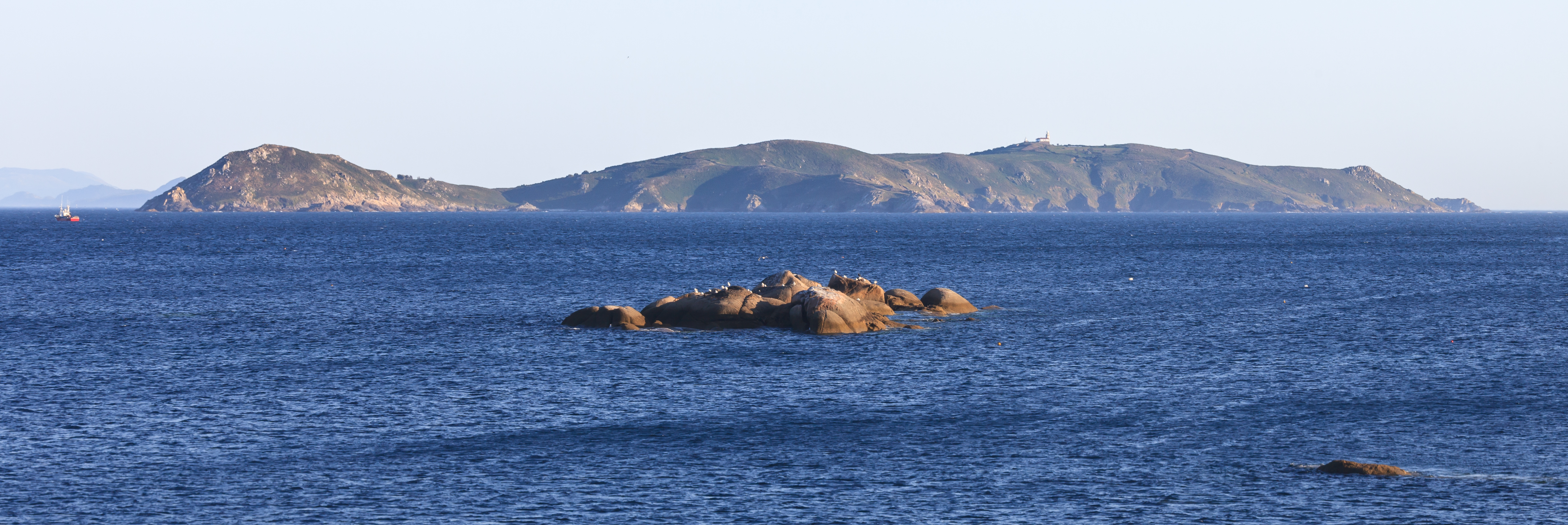
Isola di Ons all'entrata della Ria de Pontevedra

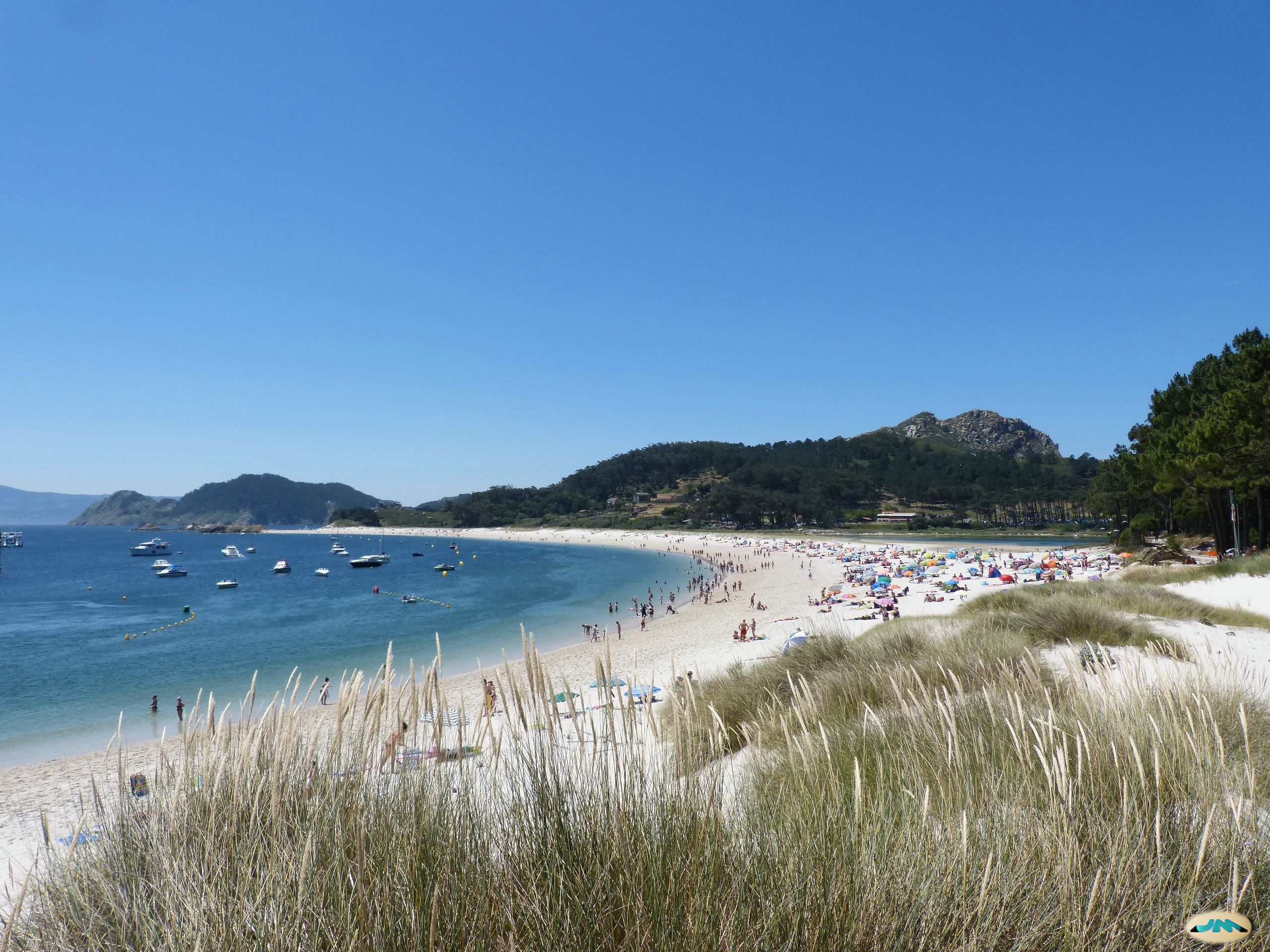
Playa de Rodas

Le Rías Baixas  (castigliano: Rías Bajas, in italiano: Ría bassa) sono una parte dell'area costiera della Galizia in Spagna che occupa la parte occidentale della Provincia della Coruña e quasi tutta la costa di Pontevedra da Punta Carreiro fino alla Ría de Vigo: 
- Ría de Corcubión
- Ría de Muros y Noya
- Ría de Arousa
- Ria de Pontevedra
- Ría de Aldán
- Ría de Vigo.